# وندی کریگ (اقتصاددان)
وِندی کریگ (به انگلیسی: Wendy Craigg) اقتصاددان اهل باهاما است. او از سال ۲۰۰۵ تا ۲۰۱۵ رئیس بانک مرکزی باهاما بود. او اولین زنی است که این پست را بر عهده دارد. کریگ متعاقباً به عنوان مشاور ویژهٔ دولت باهاما و رئیس سازمان هواپیمایی کشوری باهاما نیز خدمت کرده‌است.
کریگ تحصیلات خود را در دانشگاه‌های مختلفی از جمله کالج سنت آگوستین و دانشگاه‌های ماونت سنت وینسنت و دانشگاه میامی در کورال گیبلز، فلوریدا، و دانشگاه فوردهام در شهر نیویورک ادامه داد. دوران حرفه‌ای کریگ از سال ۱۹۷۸ با شروع کار در بانک مرکزی باهاما آغاز شد و به مرور در سمت‌های مختلفی کار کرد. او در نهایت به عنوان رئیس بانک منصوب شد و در طی دورهٔ ریاست خود، تلاش کرد تا استانداردهای بین‌المللی و روش‌های مدرن را در بانک‌ها و صندوق‌های مالی باهاما اعمال کند. او پس از گذراندن دورهٔ ریاست، از این سمت کناره‌گیری کرد و درخواست وزارت دارایی در دولت هوبرت مینیس را رد کرد.
کریگ در سال ۲۰۲۰، به عنوان عضو کمیتهٔ بازیابی اقتصادی دولت باهاما منصوب شد و در تیم مشاوران ویژهٔ دولت نیز فعالیت داشت.

## تحصیلات
کریگ در کالج سنت آگوستین تحصیل کرد و بعداً با مدرک لیسانس در اقتصاد و تجارت از کالج ماونت سنت وینسنت در شهر نیویورک فارغ‌التحصیل شد. او بعداً مدرک مدیریت کسب‌وکار (MBA) را در دانشگاه میامی در کورال گیبلز، فلوریدا و کارشناسی ارشد اقتصاد را از دانشگاه فوردهام در شهر نیویورک دریافت کرد. او همچنین در دوره‌های آموزشی اضافی که توسط صندوق بین‌المللی پول و بانک ملی سوئیس اجرا می‌شوند، شرکت کرده است.

## حرفه
کریگ کار خود را با بانک مرکزی باهاما در ۱۷ ژوئیهٔ ۱۹۷۸ آغاز کرد و چندین سمت از جمله مدیر تحقیقات را برعهده داشت. او در سال ۱۹۹۷ به عنوان معاون رئیس کل بانک منصوب شد، و متعاقباً در سال ۲۰۰۵ به عنوان رئیس بانک منصوب شد و به نخستین زنی تبدیل شد که ریاست بانک مرکزی باهاما را برعهده می‌گرفت. جان رول در سال ۲۰۲۲ جانشین او شد. او در طول دوران ریاست خود تلاش کرد تا اطمینان حاصل کند که استانداردهای بین‌المللی و شیوه‌های مدرن در مورد بانک‌ها و صندوق‌های مالی در باهاما اعمال شوند. در ۳۱ دسامبر ۲۰۱۵، کریگ پس از گذراندن دورهٔ ریاست خود، از این سمت کنار رفت.
در آوریل ۲۰۲۰ او به عنوان عضو کمیتهٔ بازیابی اقتصادی دولت باهاما منصوب شد که در پاسخ به تأثیرات همه‌گیری کووید ۱۹ ایجاد شده‌بود. در سال ۲۰۲۰، پس از استعفای پیتر ترنکوست، کریگ به عنوان وزیر دارایی در دولت هوبرت مینیس پیشنهاد شد اما او این سمت را نپذیرفت. با این حال، در دسامبر ۲۰۲۰ او موافقت کرد که به عنوان یکی از اعضای تیم مشاوران ویژهٔ دولت ایفای نقش کند. او همچنین رئیس هیئت مدیرهٔ هواپیمایی کشوری باهاما است.
کریگ در زندگی حرفه‌ای خود، تعدادی مقاله در مورد مسائل اقتصادی منتشر کرده است و در تعدادی از هیئت‌ها، گروه‌های کاری و کمیته‌ها خدمت کرده است. این موارد عبارتند از: عضو سابق کمیتهٔ مشاوره بانکداری کالج باهاما، عضو کمیتهٔ توسعهٔ اقتصادی اتاق بازرگانی باهاما و کارگروه بین دولتی موقت سازمان ملل متحد در زمینهٔ اجرای ظرفیت پرداخت. او در حال حاضر به عنوان مدیر در هیئت ملی بیمه، رئیس مشترک کمیسیون تجارت، عضو کمیتهٔ اجرایی مرکز مطالعات پولی کارائیب، و مذاکره‌کنندهٔ ارشد باهاما در گروه مذاکره‌کنندهٔ خدمات FTAA فعالیت می‌کند.